# エル・ミラージュ (アリゾナ州)
エル・ミラージュ（El Mirage）は、アメリカ合衆国アリゾナ州のマリコパ郡にある都市。人口は3万5805人（2020年）。フェニックスの西25キロメートルに位置している。

## 歴史
1930年代にアグア・フリア川を水源とする灌漑農地として開拓された。農場には多くのメキシコ人労働者が移住した。1951年に町として法人化し「エル・ミラージュ町」が誕生した。1983年には市制を実施した。2000年以降は住宅地の造成が盛んに行われており、人口は増加傾向にある。

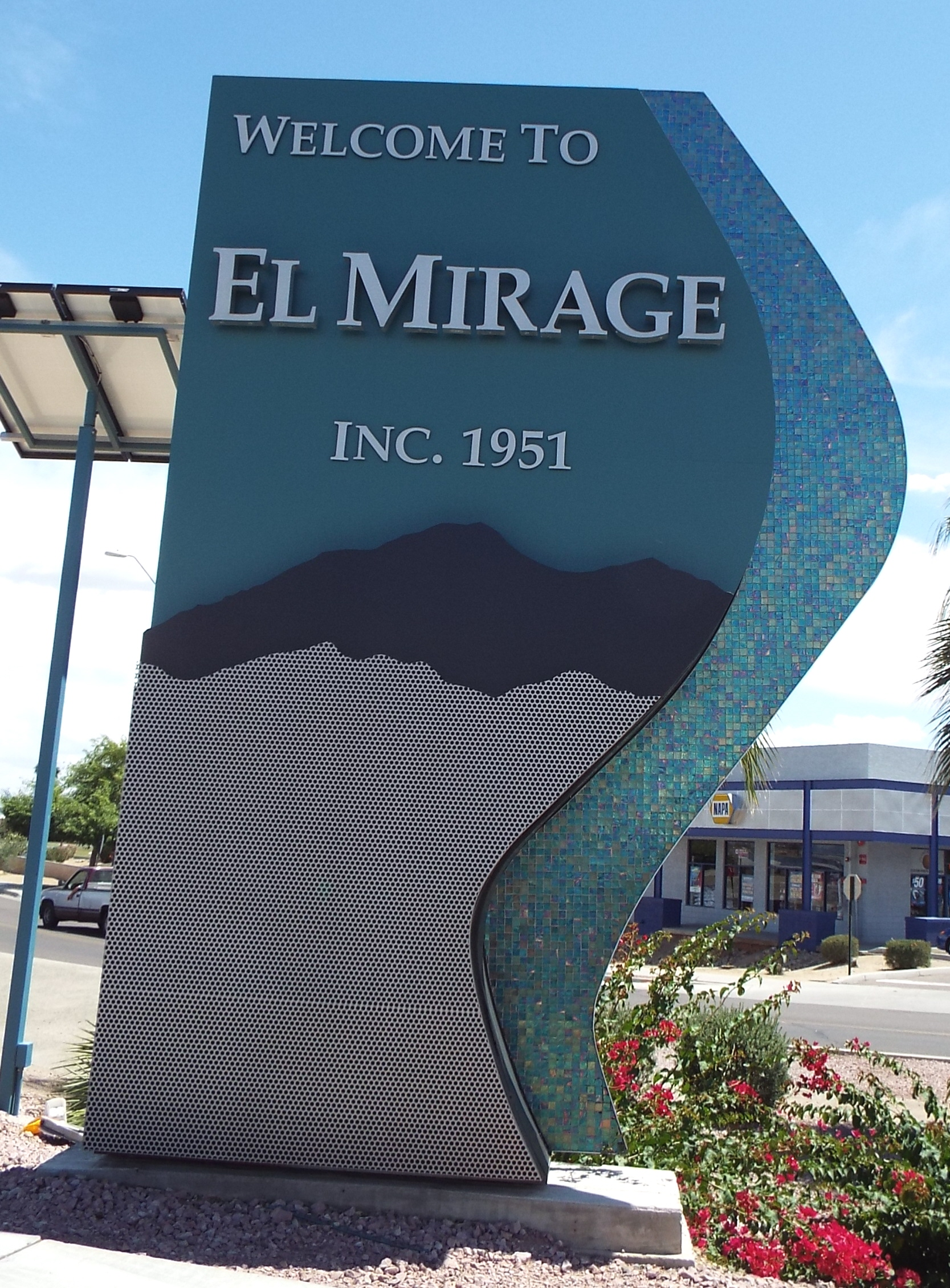
ウェルカムサイン